# Golf van Penas
De Golf van Penas (Spaans: Golfo de Penas, wat 'golf van nood' betekent) is een baai van de Grote Oceaan ten zuiden van het schiereiland Taitao in Chili.

## Geografie
Aan de westzijde is de baai open en is ze gevoelig voor de westelijke stormen van de Grote Oceaan, maar biedt toegang tot verschillende natuurlijke havens en het Messierkanaal. Ten zuiden van de golf ligt de Guayaneco-archipel en in het oosten ligt het eiland San Javier en vervolgens het vasteland.

## Geschiedenis
Spaanse ontdekkingsreizigers en jezuïeten die in de 17e en 18e eeuw vanuit de Chiloé-archipel naar het zuiden zeilden, vermeden regelmatig de ronding van het schiereiland Taitao door de golf binnen te gaan na een korte landoversteek bij de landengte van Ofqui.
In 1741 verging het Britse oorlogsschip HMS Wager, dat tijdens een storm probeerde overstag te gaan vanaf de lijkust, langs de kust van wat bekend zou worden als Wagereiland in het zuidoosten van de golf. Sommige van de overlevenden werden gered door Martín Olleta van het Chono-volk en zijn mannen, die hen aan boord van hun dalcas meenamen naar de Spaanse nederzettingen van de Chiloé-archipel.
In december 1843 redde de Chileense schoener Ancud de overlevenden van het vernielde Franse schip Fleuris aan de oevers van de golf.

## Flora en fauna
Lokale dieren in het gebied zijn onder andere Patagonische vossen, Chileense huemuls, manenrobben en kustotters.
De golf is potentieel een leefgebied voor een aantal baleinwalvissen, en er wordt gedacht dat het een overwinterings-/afkalfgebied is voor de ernstig bedreigde populatie van de zuidkapers.
De golf ligt in de mariene ecoregio Kanalen en Fjorden van Zuidelijk Chili.